# ديفيد جي. ليلاند
ديفيد جي. ليلاند هو محامي وسياسي أمريكي، ولد في 18 سبتمبر 1953 في كانساس في الولايات المتحدة. نشط حزبياً في الحزب الديمقراطي. وقد انتخب عضو مجلس نواب أوهايو ‏.

## وصلات خارجية
- الموقع الرسمي